# Dicrurus montanus
Drongo-de-celebes ou drongo-da-celebes (Dicrurus montanus) é uma espécie de ave da família Dicruridae.
É endémica da Indonésia.
Os seus habitats naturais são: florestas subtropicais ou tropicais húmidas de baixa altitude e regiões subtropicais ou tropicais húmidas de alta altitude.